# De (concepte)
El te o de (en xinès 德, pinyin dé, Wade-Giles te) és un concepte clau del pensament xinès que es tradueix com "caràcter inherent, poder interior, integritat" en el taoisme, "caràcter moral, virtut" en el confucianisme i "qualitat, virtut" o "mèrit, accions virtuoses" en el budisme xinès. Laozi, en l'obra Dao De Jing (o "llibre del Tao i de la seva força"), explica que el de és la "força interior de cada cosa, adquirida quan aquesta està en harmonia amb el seu tao".